# La Maison de jade
La Maison de jade est un roman de Madeleine Chapsal publié en 1986. Il s'inspire de la vie de l'auteur.

## Résumé
Bernard, psychiatre, puis journaliste, quitte Madeleine, journaliste-écrivain, et elle rate son suicide. Ne pouvant avoir d'enfants, elle a consacré son temps à la maison qu'ils ont fait construire, mais Bernard veut des enfants. Juste avant leur séparation, il lui ramène une bague de jade de Chine. Ils emménagent et elle la cache dans la maison. C'est toute la maison qui devient de jade. On lui apprend que le jade porte malheur et après coup, elle comprend la signification du cadeau. Bernard quitte sa nouvelle compagne et Madeleine épouse Raymond qui meurt quelques années après, et elle rachète la maison de jade.

## Adaptation
Le roman a été adapté au cinéma par Madeleine Chapsal et Nadine Trintignant en 1988 sous le titre La Maison de jade.